# Породица свемирских паса
Породица свемирских паса (рус. Белка и Стрелка: Озорная семейка) је руска рачунарска цртана серија. Премијерно је приказана 11. априла 2011, на ТВ каналу Русија 1, у склопу вечерње емисије Лаку ноћ, малишани!. Серија је направљена од стране руског анимацијског студија «КиноАтис», уз финансијску подршку руског министарства културе. Радња се одвија око троје Белкине деце - Рекса, Дине и Бублика. Серија је наставак дугометражног цртаног филма Белка и Стрелка: Свемирска авантура. У Србији, Црној Гори, Босни и Херцеговини и БЈР Македонији се приказује на каналу Минимакс, од 2014. године, синхронизована на српски језик. Серија има пет сезона, укупно 117 епизода. Синхронизацију на српски језик је радио студио Студио.

## Главни ликови
- Рекс је најпаметнији, најскромнији и најповученији од све троје штенади, но, без обзира на то је веома одговоран и поштен. Средњи је по узрасту, у односу на брата и сестру. Интересује га околина и воли много да чита. Има плаве очи, по нарави је флегматик. Носи наочаре, угледа се на оца Казбека и машта да отпутује у свемир. Када је густо уме да принађе право решење, пројављује иницијативу и сналажљивост. За разлику од Дине и Бублика је миран и лепо се понаша. Родио се 1. августа.
- Бублик је најлађи од све троје штенади. Најнесташнији је од свих и сушта супротност Рекса. Често упада у невоље, због своје несташне нарави и тврдоглавости, но често се извуче из неприлике пуком срећом. Настоји да увуче и Рекса у своје пустоловине. Често се удружује са Дином у својим несташлуцима. Родио је 2. октобра.
- Дина је најстарија од свих штенаца, весела је и раздрагана. Воли да буде дотерана, не дозвољава да је понижавају, активна је и иницијативна. Не воли када јој се други мешају у то што ради, мада и сама често увлачи браћу у игру по сопственим правилима. Родила се 5. априла.
- Белка и Казбек су родитељи штенаца. Упознали су се током свемирских програма у којима су учествовали. Белка је космонауткиња, а Казбек тренира будуће космонауте, а понекад и сам лети у свемир. Веома су брижни и одговорни, понекад строги, но правични. Деца се угледају на њих.
- Стрелка је летела у свемир са својом другарицом Белком и успешно се вратила на Земљу. После дешавања првог филма, њена судбина је неизвесна, ретко се појављује у серији.

## Улоге
| Име лика | Име глумца |
| -------- | ---------- |
| Рекс     |            |
| Бублик   |            |
| Дина     |            |
| Казбек   |            |
| Белка    |            |

## Белка и Стрелка: Спортска екипа
Белка и Стрелка: Спортска екипа (рус. Белка и Стрелка: Спортивная команда) је спиноф Породице свемирских паса, снимљен током 2013-2014, поводом зимских олимпијских игара 2014. у Сочију, Русија. Ова серија поручује, како за победу није довољна само снага, спрема и дисциплина, већ и предан тренинг, љубав према спорту, међусобно поштовање, тимски рад и поштена игра.